# Lupcourt
Lupcourt is een gemeente in het Franse departement Meurthe-et-Moselle in de regio Grand Est.
De gemeente maakte deel uit van het kanton Saint-Nicolas-de-Port totdat dit op 22 maart 2015 werd opgeheven. Lupcourt werd daarop overgeheveld naar het kanton Jarville-la-Malgrange en bleef deel uitmaken van het arrondissement Nancy, waar dit kanton geheel onder valt.

## Geografie
De oppervlakte van Lupcourt bedraagt 7,0 km², de bevolkingsdichtheid is 47,6 inwoners per km².
De onderstaande kaart toont de ligging van Lupcourt met de belangrijkste infrastructuur en aangrenzende gemeenten.

## Demografie
De figuur toont het verloop van het inwonertal (bron: INSEE-tellingen).